# Курт Лундквист (скакач увис)
Курт Лундквист (швед. Kurt Lundqvist (Ландскруна, 20. новембар 1914 — 26. март 1976) био је шведски атлетски репрезентативац, који се такмичио у скоку увис. Био је члан АК Редбергслидс из Стокхолма. Вишетруки је првак Шведске а 1938. је победио и на Европском првенству у Паризу.

## Слортска биографија
Прву националну титулу освојио је 1933 и постао је један од врхунских спортиста Шведске. Он је освојио своју прву националну титулу у 1933. и постао врхунски шведски такмичар у тој деценији, пошто је победио још 4 пута од 1935—1938 и поставио национални рекорд 1,98 м оборивши рекорд Карла Остемберга стар 12. година. Поред ових успеха освојио је и 3 трећа места на шведским првенствима.
У међународним такмичењима, освојио је златну медаљу на 2. Европском атлетском првенству 1938 у Паризу и оборио лични рекод 1,97 м. Његова победа означила је почетак доминације шведских атлетичара у скоку увис када су Антон Болиндер, Бенгт Нилссон и Рикард Дал освајали европске титуле у скоку увис на четири од пет следећих европских првенства. Лундквист је први шведски европски првак у скоковима, а укупно други свајач златне медаље на европским првенствима после бацача диска Харалда Андерсона из 1934
После Другог светског рата Лундквист се није више такмичио на великим међународним такмичењима.